# Kingsley Amis
Kingsley William Amis, född 16 april 1922 i London, död 22 oktober 1995 i London, var en brittisk författare, poet och litteraturkritiker som skrev över 20 romaner, tre diktsamlingar och ett antal novellsamlingar och manus för radio och TV. Han är far till författaren Martin Amis.

## Biografi
Kingsley Amis föddes i London och gick i skola i City of London School och senare på St John's College i Oxford, där han mötte Philip Larkin som blev hans närmaste vän. Efter att ha tjänat som signalist i brittiska flottan under andra världskriget, tog Amis examen från universitetet 1947. Han började föreläsa i engelska vid universiteten i Swansea och Cambridge.
Amis första roman, Lyckliga Jim, blev mycket populär och anses av många vara ett bra exempel på 1950-talets Storbritannien. Den vann Somerset Maugham-priset för skönlitteratur, och är den första brittiska romanen med en vanlig man som antihjälte. Amis kom att associeras med författarna som kallades Angry Young Men, medan han som poet tillhörde Movement-gruppen.
I likhet med Philip Larkin var Amis en jazzfantast, framför allt vad gäller de amerikanska musikerna Sidney Bechet, Henry "Red" Allen och Pee Wee Russell.
Som ung var Kingsley Amis en högröstad medlem av det brittiska kommunistiska partiet. Han blev dock desillusionerad och bröt med partiet när Sovjetunionen invaderade Ungern 1956. Därefter blev Amis antikommunist och konservativ. 
Amis var ateist. Hans romaner The Green Man och The Anti-Death League handlade delvis om hur en gudoms personlighet skulle se ut, och dess relation till döden.
Amis roman om en grupp pensionerade vänner, The Old Devils vann the Booker Prize 1986. Han blev adlad 1990.
Kingsley Amis var gift två gånger, först 1948 med Hilary Bardwell, sedan med romanförfattaren, Elizabeth Jane Howard, år 1965; de skilde sig 1983. Under sina sista år delade Amis hus med sin första fru och hennes tredje make. Han hade tre barn, inklusive författaren Martin Amis, som skrev om sin fars liv och sista tid i sina memoarer Experience.

## James Bond
Kingsley Amis sammankopplades med Ian Flemings fiktive hemlige agent, James Bond, under 1960-talet, när han skrev flera granskande verk om figuren, antingen under pseudonym eller utan att namnges. Han skrev den populära Fallet James Bond under sitt eget namn, men även The Book of Bond, or, Every Man His Own 007 under pseudonymen Bill Tanner, som är M:s stabschef i Flemings romaner om James Bond.
Det påstås ofta att Amis, efter Flemings död 1964, hyrdes in för att putsa på Flemings första utkast till romanen Mannen med den gyllene pistolen. Bond-historiker och Fleming-forskare har konstaterat att inga sådana spökskrivare användes, även om Amis erbjöd förslag på förbättringar som dock aldrig inkorporerades.
1968 försökte ägarna till den litterära Bond, Glidrose publications att fortsätta serien romaner om James Bond, genom att låta ett antal olika författare skriva om Bond under samma pseudonym. Amis blev den förste att skriva en roman under namnet Robert Markham, Överste Sun, och därefter gavs experimentet upp. Amis lär, enligt rykten, ha varit på väg att skriva en andra Bondbok, men övertalades att låta bli.